# Mississippi Veterans Memorial Stadium
Das Mississippi Veterans Memorial Stadium ist ein Football-Stadion in Jackson, Mississippi, Vereinigte Staaten auf dem Campus der Jackson State University. Es wird hauptsächlich für American Football genutzt und dient als Heimspielstätte der Jackson State Tigers. Ursprünglich als War Veterans Memorial Stadium bekannt, wurde es später in Hinds County War Memorial Stadium umbenannt. Seit 1995 trägt es den Namen Mississippi Veterans Memorial Stadium.

## Geschichte
Mit dem Bau des Stadions wurde Anfang 1949 begonnen, und 1950 wurde es mit einer Kapazität von 21.000 Plätzen eröffnet. Bis 1953 wurde die Kapazität durch temporäre Sitzplätze auf 25.000 erhöht und 1961 wurde das Stadion auf 46.000 Plätze erweitert. Im Jahr 1981 wurde das Stadion auf 62.512 Plätze erweitert, obwohl nach späteren Renovierungsarbeiten nur noch 60.492 Plätze zur Verfügung standen. 1960 übernahm die Mississippi Legislature die Kontrolle über das Stadion, und es blieb bis 2011 unter ihrer Aufsicht, als die "operativen, administrativen und verwaltungstechnischen Befugnisse und Pflichten" an die Jackson State University übertragen wurden.

## Veranstaltungen
Das Stadion wurde neben der Jackson State University auch schon von der University of Mississippi, der Mississippi State University und der University of Southern Mississippi genutzt. Neben College- und High-School-Spielen wurden hier auch mehrere Preseason-Spiele der National Football League (NFL) ausgetragen.